# Число паросочетания
Число паросочетания графа {\displaystyle G} — размер наибольшего паросочетания в нём.
В произвольном графе число паросочетания может быть найдено с помощью алгоритма Эдмондса за время {\displaystyle O(|E||V|^{2})}. Микали и Вазирани показали алгоритм, который строит наибольшее паросочетание за время {\displaystyle O(|E||V|^{1/2})}. Другой (рандомизированный) алгоритм, разработанный Муча и Санковским (Mucha, Sankowski), основанный на быстром произведении матриц, даёт сложность {\displaystyle O(V^{2.376})}.
В графе {\displaystyle G=(V,E)} без изолированных вершин число паросочетания {\displaystyle \nu (G)} связано с числом рёберного покрытия {\displaystyle \rho (G)} вторым тождеством Галлаи: {\displaystyle \nu (G)+\rho (G)=|V|}, из которого, в свою очередь, следует неравенство {\displaystyle \nu (G)\leq \rho (G)}. Если в графе существует совершенное паросочетание, то {\displaystyle \nu (G)=\rho (G)=|V|/2}.
В любом графе {\displaystyle G} также справедливо неравенство {\displaystyle \nu (G)\leq \tau (G)}, где {\displaystyle \tau (G)} — число вершинного покрытия графа {\displaystyle G}. В двудольном графе {\displaystyle G}, вследствие Теоремы Кёнига, {\displaystyle \nu (G)=\tau (G)}.
Для любого неориентированного графа {\displaystyle G} без петель и кратных рёбер справедливо неравенство {\displaystyle \nu (G)\geq {\frac {m}{2(n-1)}}}, где m и n - число рёбер и вершин графа соответственно.